# (3358) Anikushin
(3358) Anikushin est un astéroïde de la ceinture principale.

## Description
(3358) Anikushin est un astéroïde de la ceinture principale. Il fut découvert le 1er septembre 1978 à Naoutchnyï par Nikolaï Tchernykh. Il présente une orbite caractérisée par un demi-grand axe de 3,18 UA, une excentricité de 0,21 et une inclinaison de 2,1° par rapport à l'écliptique.

## Compléments